# 13114 Isabelgodin
A 13114 Isabelgodin (ideiglenes jelöléssel 1993 SU4) a Naprendszer kisbolygóövében található aszteroida. Eric Walter Elst fedezte fel 1993. szeptember 19-én.